# Sieranevada
Sieranevada és una pel·lícula romanesa dirigida per Cristi Puiu, estrenada l'any 2016. Es va presentar en selecció oficial al Festival de Canes 2016.

## Argument
A Bucarest al començament 2015, Lary, metge de 40 anys, va, acompanyat de la seva esposa Laura, a casa dels seus pares per commemorar el quarantè dia de la mort del seu pare. Tota la família està reunida per acollir el sacerdot que ha de pronunciar el prec a la memòria del difunt. Però aviat, l'ambient es tensa entre els membres de la família, el to puja. Entre ajustos de comptes i discussions, Lary s'enfronta al seu passat.

## Repartiment
- Mimi Brănescu: Lary
- Catalina Moga: Laura, la dona de Lary
- Ioana Craciunescu: Madame Popescu, la mare de Lary, Relu i Gabi
- Bogdan Dumitrache: Relu
- Rolando Matsangos: Gabi
- Judith State: Sandra, la dona de Gabi
- Ana Ciontea: Tia Ofelia
- Sorin Medeleni: Toni, el marit de Ofelia
- Marí Grigore: Sebi, el fill de Tia Ofelia i Toni
- Ilona Brezoianu: Cami, la filla de Tia Ofelia i Toni
- Andi Vasluianu: Mihaita

## Rebuda

### Nominacions
- 69è Festival Internacional de Cinema de Canes: selecció oficial, en competició

### Crítica
- L'acollida crítica és prou positiva: el lloc Allociné recull una mitjana dels crítics de 3,8/5, i dels crítics espectadors de 2,9/5.[3]
- "En el dramàtic, 'Sieranevada' és en realitat una pel·lícula molt més consistent que 'The Death of Mr. Lăzărescu' (...) 'Sieranevada' ofereix al públic un munt de coses que degustar durant les hores i els dies que estan per venir."[4]
- "Una pel·lícula de la nova onada del cinema romanès, de primera categoria, que resulta familiar de les millors maneres, mentre que ofereix fascinants reflexions sobre la naturalesa humana, la identitat i les seves rareses"[5]
- "Una comèdia que sembla un drama, sona com un drama i es queda mortalment seriosa (...) No hi ha un només segon de la pel·lícula que no resulti minuciosament convincent (...) Puntuació: ★★★★ (sobre 5)"[6]
- "El procés és claustrofòbic, intens i alienat – amb freqüència brillant, encara que algunes vegades lleugerament redundant (…) Puntuació: ★★★ (sobre 5)"[7]
- Film narratiu recent que ha aconseguit abastar amb tanta claredat i poca afectació tantes àrees de la vida[8]

## Al voltant de la pel·lícula
- Mentre que presentava el seu film Aurora a Canes l'any 2010, Cristi Puiu es va assabentar de la mort del seu pare. Les emocions que van tenir lloc al seu retorn a Romania han inspirat aquest film.
- El director ha donat dues indicacions al seu cap operador per rodar aquest film: no anticipar mai els moviments dels personatges, i sobretot no provar de fer belles imatges.